# Vermileo opacus
Vermileo opacus är en tvåvingeart som först beskrevs av Daniel William Coquillett 1904.  Vermileo opacus ingår i släktet Vermileo och familjen Vermileonidae. Inga underarter finns listade i Catalogue of Life.